# Кошкарбаев, Рахимжан Кошкарбаевич
Рахимжан Кошкарбаевич Кошкарбаев (каз. Рақымжан Қошқарбаев; 19 октября 1924, Тайтобе, Киргизская АССР — 10 августа 1988, Алма-Ата) — участник Великой Отечественной войны, офицер Красной Армии. Народный Герой Казахстана — Халық Қаһарманы (7.05.1999).
30 апреля 1945 года во время штурма Рейхстага в числе первых водрузил штурмовой красный флаг на здании Рейхстага.

## Биография

### Происхождение
Рахимжан Кошкарбаев родился в селе Тайтобе Акмолинской губернии (ныне — в Целиноградском районе, Акмолинская область). Казах из племени Аргын, подрода Темеш. В 4 года потерял мать, в 13 лет оказался в детском доме, в связи с тем, что его отец в 1937 году был репрессирован и попал в заключение. По окончании 7-го класса школы поступил в Балхашское фабрично-заводское училище.

### Участие в Великой Отечественной войне
С началом войны стал проситься в Красную армию, на тот момент ему было всего 16 лет. Только в августе 1942-го, за два месяца до 18-летия, попал в стрелковый полк в городе Кокшетау, где проходили военную подготовку солдаты из Казахстана и республик Средней Азии. Пробыл там до лета 1943 года. Затем его направили в Тамбовское общекомандное пехотное училище, эвакуированное во Фрунзе (ныне Бишкек). Лишь в октябре 1944 года лейтенант Кошкарбаев, с отличием окончив училище, отправился на передовую.
Первую войсковую операцию лейтенант Кошкарбаев со своим подразделением провёл в ходе Варшавской операции 18 января 1945 года, с боем окружив, обезоружив и взяв в плен скрытно отступающую группу немецких солдат и офицеров.
К первой боевой награде лейтенанта Кошкарбаева представили в апреле 1945 года — за мужество и героизм, проявленные при выполнении важной тактической задачи.
Прорвав оборону противника 16.04.1945 года с плацдарма на западном берегу реки Одер в районе Гроенойндорфа, Кошкарбаев во главе штурмового взвода 17.04.1945 года вышел к каналу Фридландерштром, используя исключительно выгодный рубеж для обороны, противник пытался приостановить продвижение советских частей. Взводу тов. Кошкарбаева было приказано на подручных средствах преодолеть водную преграду, захватить плацдарм на западном берегу канала и способствовать переправе основных сил полка. Прикрываясь огнем орудий прямой наводки, взвод под командованием тов. Кошкарбаева достиг противоположного берега канала и стремительным броском ворвался в немецкую траншею. В траншейном бою, доходившем до рукопашной схватки, взвод истребил более 40 немецких солдат, захватил 3 крупнокалиберных пулемёта и из трофейного оружия открыл интенсивный огонь по огневым точкам врага. Воспользовавшись успехом взвода тов. Кошкарбаев было переправлено ещё несколько штурмовых групп.
В бою 29.04.1945 года взвод в числе первых форсировал реку Шпрее, ломая ожесточённое сопротивление врага.
За дни боёв, проведённых от Одера до Рейхстага, взвод истребил более 200 немецких солдат и офицеров и 184 захватил в плен, с боем захватил 14 полевых орудий вместе с прислугой, 27 крупнокалиберных пулемётов и многое другое вооружение.
К концу войны лейтенант Кошкарбаев — командир 1-го стрелкового взвода 3-й стрелковой роты 674-го стрелкового полка 150-й стрелковой дивизии.
Степан Андреевич Неустроев, в то время командир батальона, штурмовавшего рейхстаг, так описывает встречу с Кошкарбаевым:
Навстречу мне вышел невысокого роста, широкий в плечах человек. И я тут же узнал его: лейтенант Кошкарбаев. О нем в дивизии ходила слава как о бесстрашном офицере.

### Подвиг
Согласно журналу боевых действий 150-й стрелковой дивизии в 14 часов 25 минут 30 апреля 1945 года лейтенант Ракымжан Кошкарбаев и рядовой Григорий Булатов «по-пластунски подползли к центральной части здания и на лестнице главного входа поставили красный флаг». В своей книге «Мы штурмовали рейхстаг» Герой Советского Союза И. Ф. Клочков пишет, что «лейтенант Р. Кошкарбаев первым прикрепил к колонне красный флажок».
Вот как описывает водружение первого красного знамени сам Кошкарбаев:
Комбат Давыдов подвел меня к окну. (Это ещё в «доме Гиммлера»). «Видишь, — говорит, — рейхстаг? Подбери нужных людей, будешь водружать флаг». И передал мне тёмный, довольно тяжелый сверток — флаг, завернутый в чёрную бумагу.
С группой разведчиков я выскочил из окна. Вскоре нам пришлось всем залечь. Начался сильный огонь. Возле меня остался один боец. Это был Григорий Булатов. Он все спрашивал: «Что мы будем делать, товарищ лейтенант?» Мы лежали с ним возле рва, заполненного водой. «Давай поставим свои фамилии на флаге», — предложил я ему. И мы химическим карандашом, который у меня оказался в кармане, тут же под мостиком лежа, написали: «674 полк, 1 б-н». И вывели свои имена: «Л-т Кошкарбаев, кр-ц Булатов».
Мы тут пролежали до темноты. Потом началась артподготовка, и с первыми же выстрелами её мы подбежали к рейхстагу.
Булатов поднял флаг.
Относительно времени установки штурмового флага на стене рейхстага Рахимжан Кошкарбаев в своей книге «Штурм. День 1410-й» указывает следующее.
Начало движения от «дома Гиммлера» к рейхстагу:
Мы подошли к окну и стали ждать удобного момента, чтобы спрыгнуть вниз. Я осторожно выглянул из окна. Вроде стрельба поутихла. Скинув с себя ватник, я поглубже запрятал за пазуху под гимнастёрку флаг, потуже затянул ремень и посмотрел на часы. Они показывали ровно 11 часов дня. Я оглянулся назад и, скомандовав: «Вперёд, за мной», первым спрыгнул на брусчатку Королевской площади.

Затем следует подробное описание, как Кошкарбаев и Булатов под интенсивным перекрестным огнем артиллерии, пулемётов и стрелкового оружия ползком продвигались по площади, прижимаясь к земле или используя укрытия:
Я знал, что от «дома Гиммлера» рейхстаг отделяют какие-то триста метров. Но ползком преодолевать это расстояние, да ещё под непрекращающимся огнём, оказалось делом чрезвычайной сложности… …с момента, как мы покинули «дом Гиммлера», прошло три часа, а преодолено всего пятьдесят метров!.. …Томительно тянулось время. До рейхстага рукой подать, а мы не можем подняться; уже надвигались сумерки…
Наконец, обстоятельства установки флага Рахимжан Кошкарбаев описывает так:
Я метнулся к стене, за мной Гриша. Здесь вроде спокойно…
- Гриша, вставай мне на плечи, вон под тем окном небольшой выступ, прикрепи флаг туда.
Булатов, пыхтя полез на меня. Что-то грохнуло в трёх метрах. Осколки кирпича.
- Да тише ты, всех фашистов всполошишь.
- Готово, товарищ лейтенант!
- Спрыгивай!
Я откинулся и поднял голову. Вверху, словно огонёк, сверкнул и заполыхал красный флажок! Он яркой точкой засветился над главным входом рейхстага. Не отрывая глаз от кумача, мы опустились на землю. Часы показывали 18 часов 30 минут.

### Представление к награде и награждение
За совершённый подвиг 6 мая 1945 года командование полка представило лейтенанта Кошкарбаева и красноармейца Булатова к званию Героя Советского Союза, были подготовлены и подписаны наградные листы. Заключения вышестоящих начальников — командира 150-й стрелковой Идрицкой ордена Кутузова II степени дивизии генерал-майора В. М. Шатилова и командира 79-го стрелкового корпуса генерал-майора С. Н. Перевёрткина, о том, что лейтенант Кошкарбаев и рядовой Булатов достойны присвоения звания Героя Советского Союза, были подписаны, соответственно, 14 и 27 мая 1945 года.
8 июня 1945 года Приказом № 0121/н по 3-й ударной армии лейтенант Кошкарбаев и рядовой Булатов были награждены орденом Красного Знамени.
Позднее за Кошкарбаева ходатайствовали герой обороны Москвы, панфиловец Бауыржан Момышулы, представители казахстанской интеллигенции, среди которых были журналист и идеолог Компартии Казахской ССР Какимжан Казыбаев, писатели Габит Мусрепов, Габиден Мустафин, Абдильда Тажибаев. Сам Первый секретарь Коммунистической партии Казахстана Динмухамед Кунаев представлял просьбу о награждении Кошкарбаева и Булатова в ЦК КПСС лично Л. И. Брежневу. Но о реакции Генерального секретаря ЦК КПСС на это обращение неизвестно.

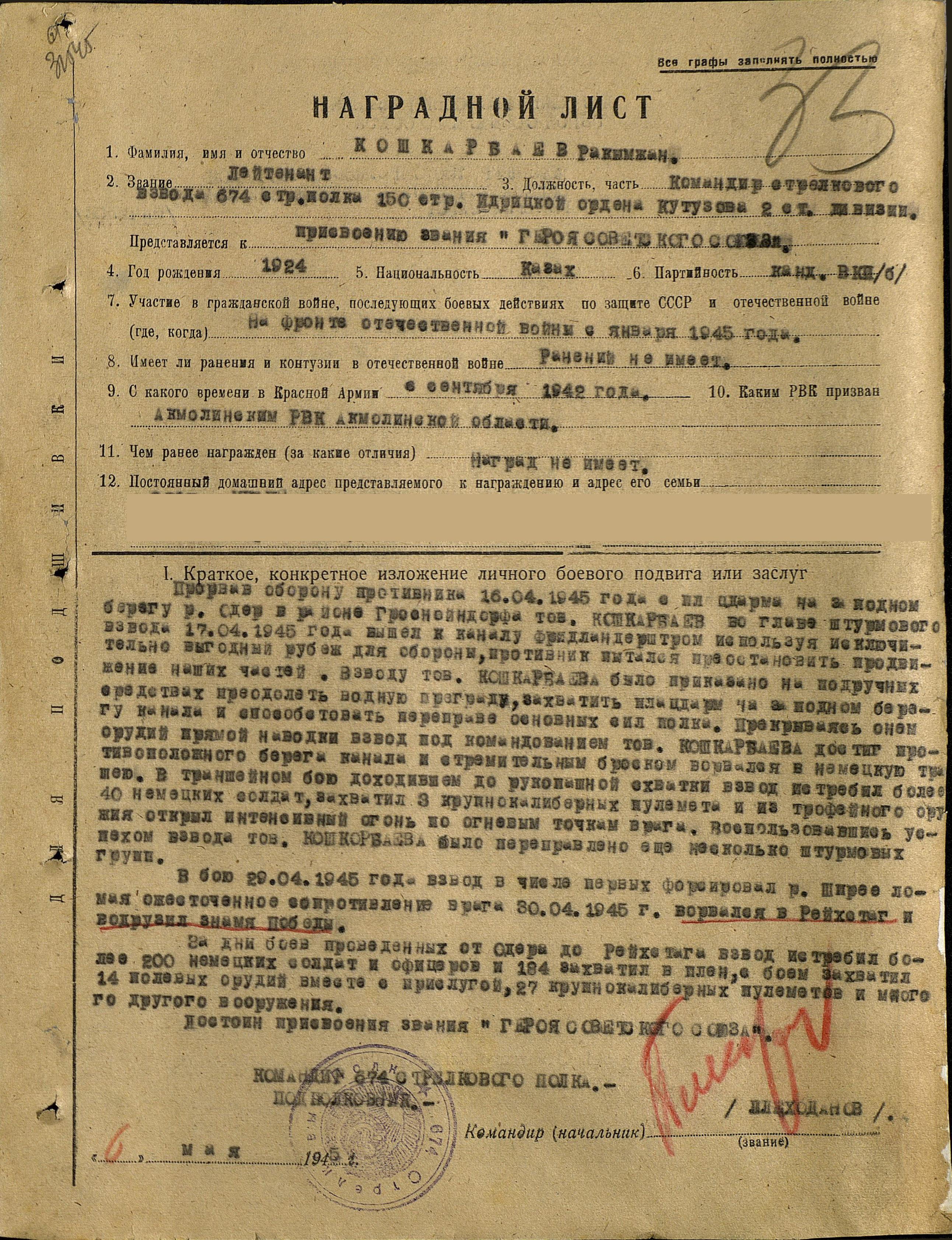
Наградной лист о представлении командира стрелкового взвода 674 стрелкового полка 150-й стрелковой дивизии лейтенанта Кошкарбаева Ракымжана к званию «Героя Советского Союза». 6 мая 1945 года

### Отражение в прессе
Восхищаясь героическим подвигом двух отважных бойцов, известный писатель Борис Горбатов, в то время военный корреспондент, писал своей в статье, помещенной в «Литературной газете» от 18 декабря 1948 года, следующее:

«В самом деле, пора уже перестать сравнивать воинов нашей армии с орлами и беркутами. Какой беркут может сравниться с казахом Кошкарбаевым, который на моих глазах вместе с другими товарищами водрузил Знамя Победы над Рейхстагом. Чтобы показать такого героя, нужен совсем иной поэтический строй, иные образы, иная поэзия».

Корреспондент дивизионной газеты «Воин Родины» Василий Субботин, которому был дорог подвиг Кошкарбаева и Булатова, в одном из поздних воспоминаний выражал озабоченность:

«Эти 15 лет я просто терзался, что тот подвиг, что был совершен молодым Рахимжаном и Булатовым как бы забылся. Ничье имя, как бы оно не было поднято, не должно затмевать других, проявивших столь же высокое мужество».

### После войны
Рахимжан Кошкарбаев работал директором гостиницы «Алма-Ата» в столице Казахской ССР.
Написал две книги: «Знамя Победы» и документальную повесть «Штурм. День 1410-й» (перевод с каз. М. Кудайкулова. — Алма-Ата: Жалын, 1983. — 176 с.).
Рахимжана Кошкарбаева три раза избирали депутатом Совета народных депутатов Советского района города Алма-Аты.
Кошкарбаев был членом президиума Казахского отделения комитета ветеранов войны, членом Общества советско-германской дружбы.
Удостоен званий «Почетный гражданин г. Целинограда», «Почетный гражданин г. Балхаша», «Почетный гражданин г. Аркалыка».
В связи с 30-летием Победы над фашизмом награждён Грамотой Верховного Совета Казахской ССР.
Скончался 10 августа 1988 года, похоронен на Кенсайском кладбище Алма-Аты.
7 мая 2005 года кандидат исторических наук Болат Асанов добился восстановления исторической справедливости, обратившись с письмом к Верховному главнокомандующему Вооруженными силами России Владимиру Путину, о водружении Знамени Победы над рейхстагом лейтенантом Рахимжаном Кошкарбаевым и рядовым Григорием Булатовым. Институт военной истории Министерства обороны России 15 июля 2005 года официально подтвердил данный факт. 

## Награды
Приказом №: 035-н от 22.04.1945 года по 79-му стрелковому корпусу командир стрелкового взвода 674-го стрелкового полка 150-й стрелковой дивизии лейтенант Рахимжан Кошкарбаев награждён орденом Отечественной войны 1-й степени за бои при переправе через р. Одер.

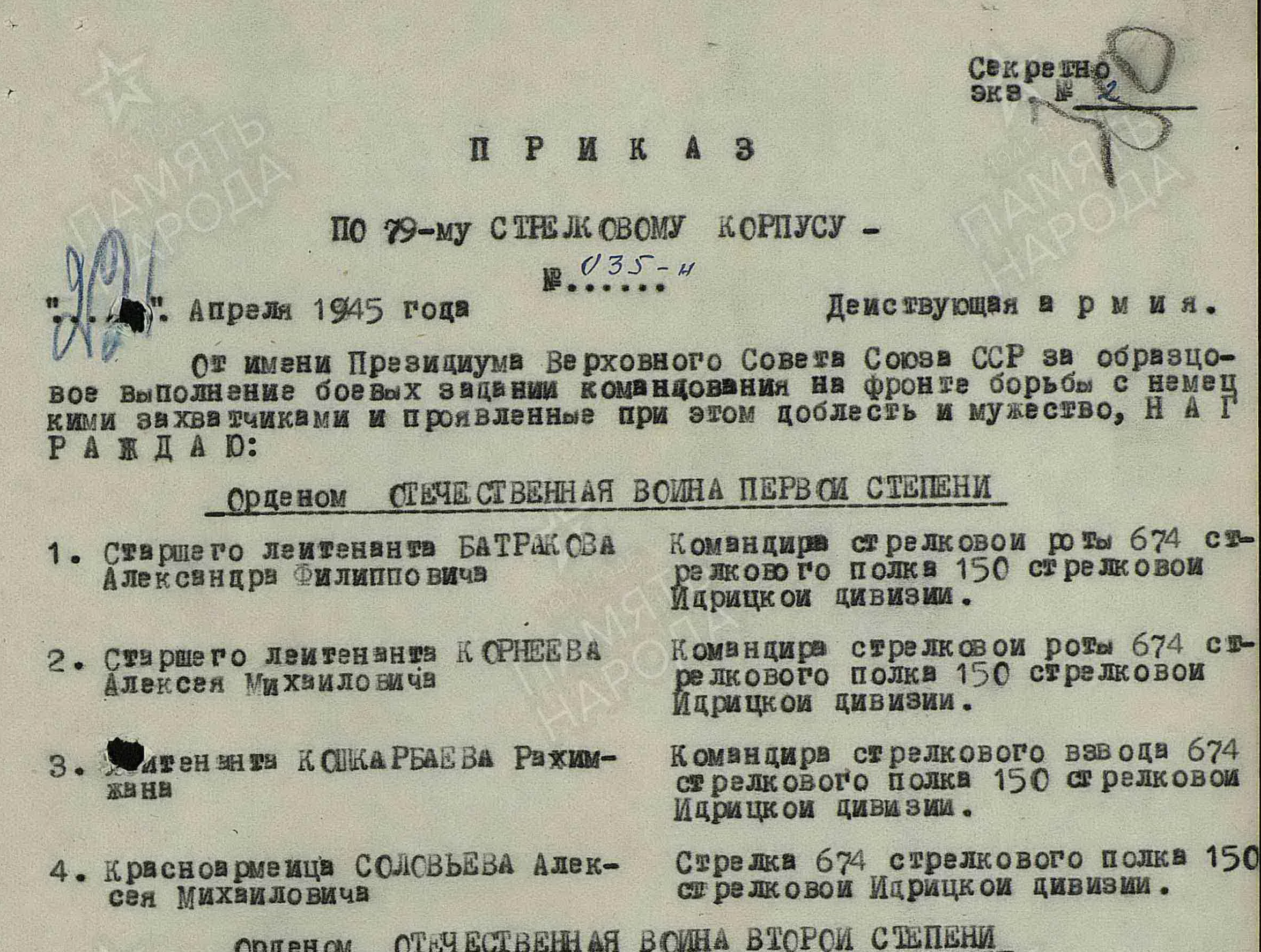
Фрагмент Приказа № 035-н по 79-му стрелковому корпусу от 22 апреля 1945 года, где среди награжденных указан командир стрелкового взвода лейтенант Кошкарбаев

Приказом ВС 3-й ударной армии №: 121/н от 08.06.1945 года командир стрелкового взвода 674-го стрелкового полка 150-й стрелковой дивизии лейтенант Рахимжан Кошкарбаев награждён орденом Красного Знамени за бои в Берлине и в рейхстаге, в ходе которых его взвод уничтожил более 200 солдат и офицеров противника, захватил в плен 184 солдата, 14 полевых орудий с прислугой, 27 крупнокалиберных пулемёта.
Приказом №: 119 от 28.10.1945 года по 674-му стрелковому полку командир стрелкового взвода 674-го стрелкового полка 150-й стрелковой дивизии лейтенант Рахимжан Кошкарбаев награждён медалью «За взятие Берлина».
В 1985 году награждён орденом Отечественной войны 2-й степени.
Указом Президента Республики Казахстан от 7 мая 1999 года ему посмертно присвоена высшая степень отличия — звание Халық Қаһарманы («Народный Герой»).

## Память
Постановлением Совета Министров Казахской ССР от 17 апреля 1989 г. «Об увековечении памяти участника Великой Отечественной войны Р. Кошкарбаева» его имя присвоили средней школе в с. Косшы Целиноградского района Целиноградской области (ныне Акмолинской области).
В столице Республики Казахстан, г. Астане именем Рахимжана Кошкарбаева назван проспект.
Поселок в Акмолинской области, ранее называвшийся Романовка, переименован в с. Рахымжан Кошкарбаев.
На доме № 42 по проспекту Достык в г. Алматы, где жил Р. Кошкарбаев и у входа в гостиницу «Алматы», где он работал с 1967-го по 1986-й гг., установлены мемориальные доски.
В холле самой гостиницы обустроена мультимедийная мемориальная рекреация, посвященная подвигу, жизни и деятельности Рахимжана Кошкарбаева.
Также именем Рахимжана Кошкарбаева названа улица в микрорайоне Ожет Алатауского района г. Алматы.
В диораму штурма рейхстага в Музее Победы на Поклонной горе в Москве в 2022 году внесены скульптурные изображения Рахимжана Кошкарбаева и Григория Булатова.
Памятники

Памятник Рахимжану Кошкарбаеву в Астане, 2020г

В городе Астана у пересечения проспектов Бауыржана Момышулы и Рахимжана Кошкарбаева установлен памятник.
В 2015 году в честь 70-ти летия Победы в селе Акмол, райцентре Целиноградского района, установлены бюсты землякам-целиноградцам Рахимжану Кошкарбаеву и Талгату Бегельдинову.
Фильмы о Рахимжане Кошкарбаеве
- 1980 — «Солдат Победы. Рахимжан Кошкарбаев» — киностудия «Казахфильм».
- 2005 — «Рахимжан Кошкарбаев. Штурм Рейхстага» — режиссёр Адиль Медетбаев.
- 2022 — «Батыры Великой Отечественной. Рахимжан Кошкарбаев, Григорий Булатов» — режиссёр Константин Харалампидис, исследование темы и сценарий — Константин Маскаев.

## Семья
Жена — Яхина Рахиля Сеитахметовна, по национальности татарка.
Дочь — Кошкарбаева Алия Рахимжановна.